# Кленовый (Луганская область)
Кленовый (укр. Кленовий) — посёлок, относится к Ровеньковскому городскому совету Луганской области Украины. Де факто — с 2014 года населённый пункт контролируется самопровозглашённой Луганской Народной Республикой.

## География
Посёлок находится у истока реки под названием Медвежья (приток Большой Каменки, бассейн Северского Донца). Соседние населённые пункты: посёлок Дзержинский на юге, город Ровеньки на юго-западе, посёлки Новоукраинка на западе, Великокаменка и сёла Коробкино, Вербовка, Мечетка на северо-западе, Николаевка и Нагорное на севере, Медвежанка (ниже по течению Медвежей) на северо-востоке, посёлки Покровка, Павловка и Володарск на востоке, Калиновка и Новодарьевка на юго-востоке.

## Население
В январе 1989 года численность населения составляла 3089 человек.
На 1 января 2013 года численность населения составляла 2103 человека.

## Местный совет
94783, Луганская обл., Ровеньковский городской совет, пгт. Кленовый, Театральная, 14